# یانوش پهلوان

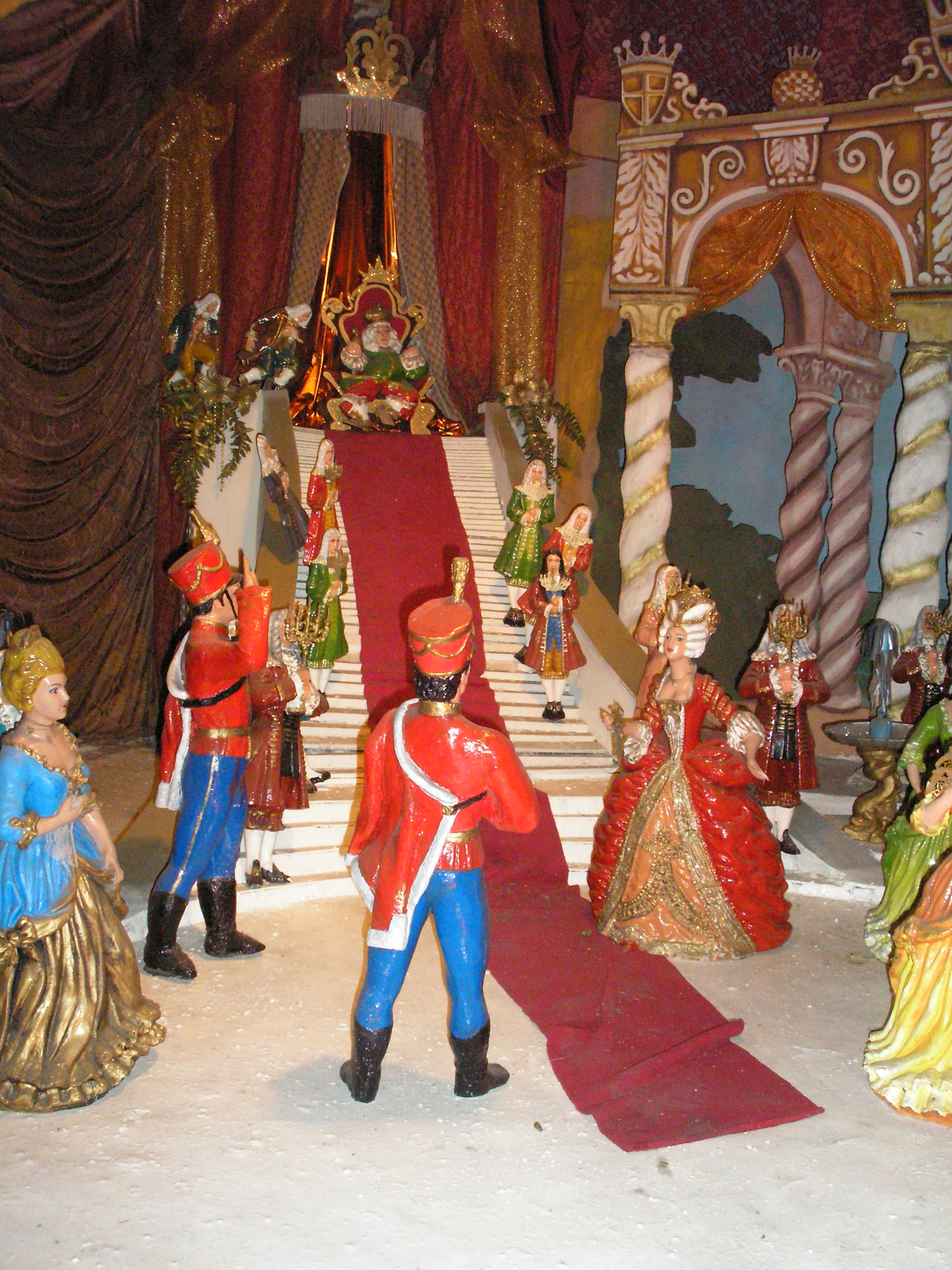
یانوش در دربار شاه فرانسه - راه‌آهن غار پیش از تخریب

یانوش پهلوان یا یانوش ویتز (به مجاری: János Vitéz) شعری روایی و حماسی به زبان مجاری سرودهٔ شاندور پتوفی در سال ۱۸۴۵ است. پتوفی این سروده را به شکل چهاربندی در ۲۷ فصل تنظیم کرده‌است. شعر داستان چوپانی جوان را نقل می‌کند که مجبور به ترک خانه شده و در جستجوی عشق واقعی خود وارد ماجراهایی می‌شود. در این شعر تصویر واقعی زندگی روستایی با نقوش داستان‌های عامیانه در هم آمیخته شده‌است. یانوش ویتز از محبوب‌ترین آثار ادبی و اثری کلاسیک از ادبیات مجارستان است. بر اساس این شعر، اپرتی محبوب در ۱۹۳۹ و انیمیشنی در ۱۹۷۳ ساخته شده‌است.

## خلاصه داستان
دهقانی نوزادی رها شده، را در مزرعه ذرتش پیدا کرده و او را بزرگ می‌کند که در سالهای نوجوانی، برای اربابش چوپانی می‌کند. یانوش معروف به یانچی بلال در روستا، عاشق دختری یتیم به نام ایلوشکا است که نامادری حسودی دارد. آن دو امیدوار به ازدواج با یکدیگرند، اما یکبار، در حال گذراندن وقت در کنار هم، گلهٔ گوسفندان پراکنده شده و یانچی توسط ارباب از روستا رانده می‌شود.
او در مسیر راه به سواره‌نظام هوسار فرانسوی می‌پیوندد و با آنان به جنگ ترکان می‌رود که فرانسه را مورد هجوم قرار داده‌اند. سفر هوسارها از مجارستان به فرانسه با عبور از سرزمین‌هایی بی‌نهایت داستان‌پردازانه همچون ونیز، هند و مغولستان همراه است. پس از رسیدن به فرانسه آنها به نبرد می‌پردازند و یانچی شاهزاده‌خانم فرانسه را از اسارت نجات می‌دهد. پادشاه فرانسه برای قدردانی از او شاهزاده و تاج پادشاهی را به وی پیشکش می‌کند ولی یانچی در مورد معشوق خود، ایلوشکا برای پادشاه تعریف کرده و آن پیشنهاد را رد می‌کند. در عوض پادشاه با دادن پاداشی از طلا به او لقب یانوش پهلوان می‌دهد.
یانوش پس از برگشت به مجارستان مطلع می‌شود که نامادری بی‌رحم ایلوشکا تا حد مرگ از او کار کشیده‌است؛ بر سر قبر او یک گل سرخ روییده را می‌یابد و آن را نزد خود نگاه می‌دارد. وی سپس با آرزوی پایان دادن به زندگی خود به سفری پرماجراتر دست می‌زند. به سرزمین غول‌ها می‌رود، شاه آنها را می‌کشد و غول‌ها با او پیمان وفاداری می‌بندند. پس از آن به سرزمین تاریکی می‌رسد که توسط جادوگرانی شیطانی اداره می‌شود و با کمک غول‌ها آنان را نابود می‌کند. پس از مرگ هر جادوگر جنگل کمی روشن‌تر می‌شود، و یانوش متوجه می‌شود که یکی از آنان نامادری ایلوشکا است و با از بین رفتن او زمین را نور فرا می‌گیرد.
پس از چندین سال سرگردانی و هلاک کردن یک اژدها، سرانجام یانوش به پایان جهان، در ساحل اوپِرِنتسیا می‌رسد و با سوار شدن بر شانه غولی از دریا گذشته و به جزیره‌ای می‌رسد که معلوم می‌شود سرزمین پری‌ها است. او که بدون ایلوشکا قادر به درک احساس خوشبختی نیست گل سرخ را به برکه‌ای در جزیره می‌سپارد. در دم می‌یابد که آن دریاچه حاوی آب حیات است و گل سرخ به ایلوشکا تبدیل می‌شود. دو عاشق ازدواج می‌کنند و پری‌ها آنها را پادشاه و ملکه می‌خوانند. آن دو به خوبی و خوشی کنار یکدیگر تا پایان عمر زندگی می‌کنند.

## تحلیل اثر
یانوش پهلوان روایتی شعری-عاشقانه از دو یتیم روستایی، یانچی و ایلوشکا دو قهرمان داستان است و پتوفی آن را در بیست و یک سالگی که دیگر در همان موقع معروف بود، سرود. اولین عشق و تجربهٔ فقر پتوفی با پس‌زمینهٔ زندگی یانچی تشابه بسیاری دارد.
پتوفی این اثر را چند سال پس از اصلاحات گستردهٔ زبان مجاری که توسط فرنتس کازینتسی آغاز شده‌بود، نوشته و در آن از دایرهٔ لغات جدیدی بهره برده‎؛ پتوفی خود از طرفداران اصلاحات زبان در قرن نوزدهم بود. یانوش ویتز، که از آثار ادبی و کلاسیک ادبیات مجارستان به‌شمار می‌رود، اساس کپی‌ها و اقتباس‌های چندی با مفهوم ملت پرستی بوده، از جمله اپرت محبوبی که در ۱۹۰۴ نوشته شده‌است.

## اقتباس‌ها
- یانوش پهلوان (۱۹۰۴)،[۴] اپرت ساختهٔ پونگراتس کاچوه، آهنگساز و ترانه‌سرایی که زیبای خفته را نیز به اثری موسیقایی درآورده‌بود.
- یانوش پهلوان (۱۹۳۹)،[۵] فیلم داستانی به کارگردانی بِلا گال
- یانوش پهلوان (۱۹۷۳)، انیمیشن به کارگردانی مارتسل یانکوویچ

## مرکز تفریحی
در شهر محل تولد پتوفی، کیش‌کوروش در یک عمارت قدیمی هزارتوی یانوش ویتز برای نوجوانان (و هم بزرگسالان) دایر است که می‌توان ماجراهای یانچی بلال را تا سرزمین پریان با کمک فناوری صدا و نور تماشا کرد. تور مشتمل بر بازی‌های تعاملی و آزمون است.
این شیوه از مرکز تفریحی پیشتر در پارک بازی بوداپست با نام راه‌آهن غار نیز دایر بود. تماشاگران سوار بر قطار در غاری ماجراهای یانوش ویتز را را با چهره‌های متحرک و عروسکی می‌دیدند. این مرکز که از ۱۹۵۳ به کار می‌رفت با بسته شدن پارک بازی در ۲۰۱۶ تخریب شد.

## یادداشت
1. ↑  Óperencia - دریایی غیرقابل عبور در فولکلور مجارستان